# 富谷市立成田東小学校
富谷市立成田東小学校（とみやしりつ なりたひがししょうがっこう）は、宮城県富谷市成田六丁目にある公立小学校。

## 沿革
- 1998年（平成10年）4月 - 開校[1]
- 2007年（平成19年）4月 - 生徒数増加により、富谷市立成田小学校が分離・開校
- 2007年（平成19年）6月 - 中新世（2300万年―500万年前）の化石とみられる、児サメの歯の化石が次々に見つかり地域の話題になった[2]。
- 2016年（平成28年）2月1日 - 校庭で児童が猫の上半身の死骸を土から発見[3]。
- 2016年（平成28年）10月10日 - 富谷市制施行にともない現校名へ変更。

## 教育目標
豊かな心とたくましい体をもち、自ら進んで学ぶ児童を育成

## 学区
出典
- 成田1丁目（5～8番）
- 成田4丁目（全域）
- 成田5丁目（全域）
- 成田6丁目（18番以降）
- 成田7丁目（全域）
- 成田8丁目（全域）
- 成田9丁目（全域）

## 卒業後
- 富谷市立成田中学校へ進学する。

## アクセス
- 宮城交通バス「新富谷ガーデンシティ線」（仙台駅〜泉中央駅）で、「成田東小学校前」停留所下車。